# Musaranya del terror
Les musaranyes del terror (Dinosorex) són un gènere extint de eulipotifles que visqueren entre l'Oligocè i el Miocè a Euràsia. A Catalunya se n'han trobat fòssils a la conca del Vallès-Penedès.
El seu nom comú és una traducció poc rigorosa del nom científic Dinosorex, on deinos significa «terriblement gran» i sorex significa «musaranya». L'aparença letal de les incisives, força més desenvolupades que en altres espècies de musaranyes, i la seva gran mida corporal, però, acabaren consolidant aquesta denominació malgrat que no hi ha cap prova científica que fos una musaranya especialment temible o agressiva.
Un estudi revalà que Dinosorex visqué al nord-est de la península Ibèrica durant més de 3 milions d'anys sense presentar canvis morfològics. La seva extinció està relacionada amb un canvi climàtic que es produí fa 9,6 milions d'anys. Aquesta circumstància és bastant excepcional entre els micromamífers, car acostumen a presentar taxes de mutació elevades i, en el registre fòssil, s'observa com unes espècies en substitueixen altres en períodes relativament curts. Aquesta característica els converteix en elements molt útils a l'hora de datar jaciments.
Els darrers registres de les musaranyes del terror a la conca del Vallès-Penedès són de fa 9,6 milions d'anys, un període que coincideix amb el canvi important en la fauna conegut com a «crisi del Vallesià», que provocà l'extinció de diversos mamífers que havien estat característics dels ambients de bosc subtropical del Miocè. És possible que els canvis climàtics del Miocè superior provoquessin que, de mica en mica, les grans masses boscoses fossin substituïdes per boscos secs i oberts i praderies, cosa que hauria implicat un canvi en la fauna. Les musaranyes del terror, altament especialitzades per a la vida als boscos subtropicals, haurien acabat extingint-se.